# Harry Wollenschläger

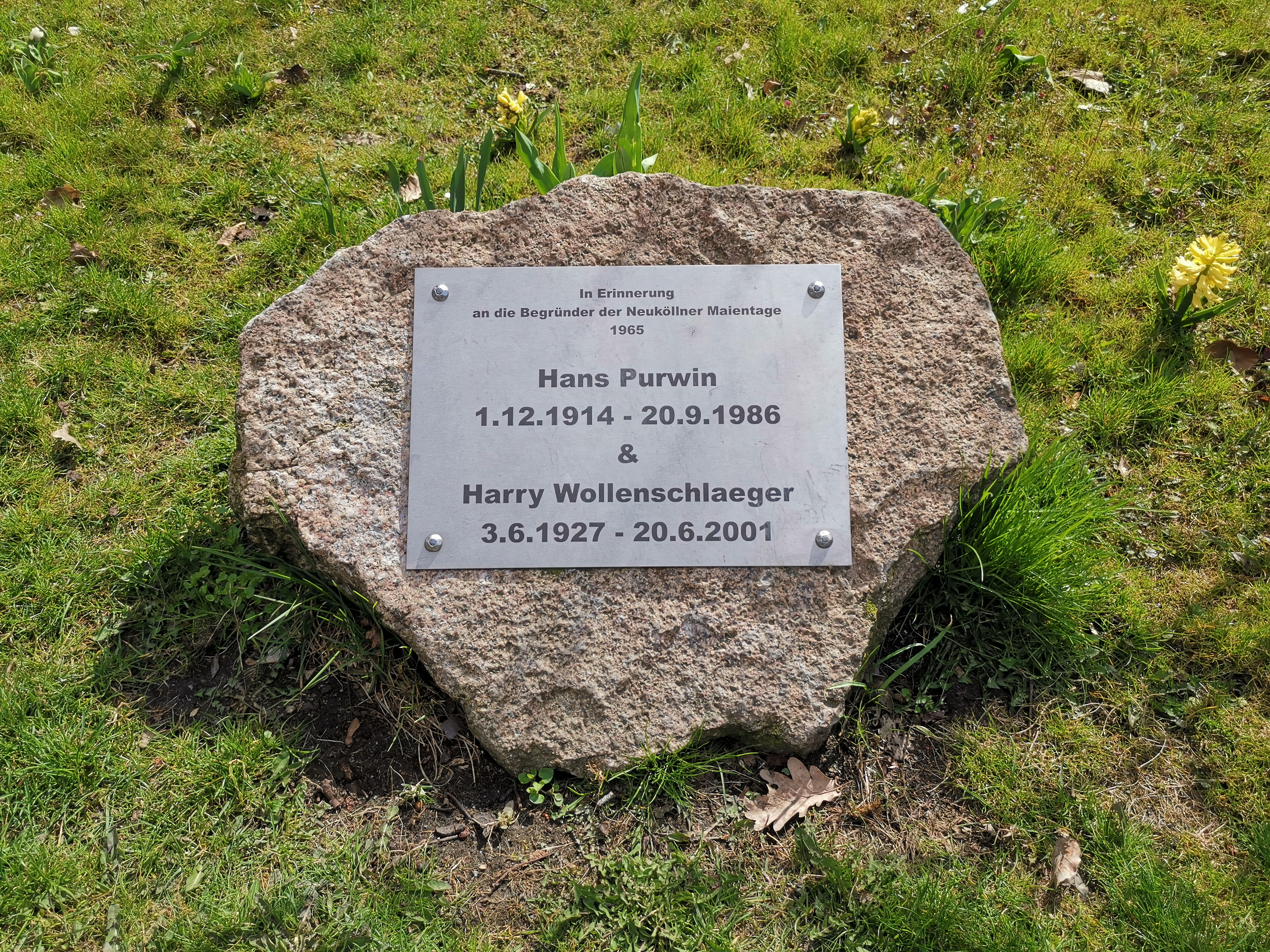
Gedenkstein für Hans Purwin und Harry Wollenschläger

Harry Wollenschläger (* 3. Juni 1927 in Berlin; † 20. Juni 2001 ebenda) war ein deutscher Schausteller und Politiker (CDU).

## Leben und Beruf
Wollenschläger wuchs in einer Schaustellerfamilie auf. Mit seinem Betrieb organisierte er verschiedene Volksfeste in Berlin, darunter die Britzer Baumblüte, das Deutsch-Amerikanische Volksfest und das Deutsch-Französische Volksfest. 1965 begründete er die Neuköllner Maientage.
Sein Sohn Thilo-Harry Wollenschläger ist ebenfalls als Schausteller tätig.

## Funktionen
1949 war Wollenschläger Gründungsmitglied des Berliner Schaustellerverbandes. Von 1970 bis März 2001 war er dessen Präsident. Von 1975 bis 1998 war er Präsident des Deutschen Schaustellerbundes. Darüber hinaus war er auch langjähriger Präsident der Europäischen Schaustellerunion. Seit 1992 war er Honorarkonsul der Republik Madagaskar. Seit 1965 gehörte er auch dem Bürgerverein Berlin-Britz an.

## Politik
Wollenschläger kandidierte bei der Wahl 1971 zunächst erfolglos für das Abgeordnetenhaus von Berlin. Doch rückte er bereits am 1. Juli 1971 für Horst Heinschke nach. Dem Parlament gehörte er bis zum Ende der Wahlperiode 1975 an.

## Ehrungen
- 1980: Bundesverdienstkreuz 1. Klasse
- 1985: Großes Bundesverdienstkreuz
- 2001: Berliner Gedenktafel am Schloss Britz
- Gedenkstein im Neukölln